# Hydropotes inermis
Il capriolo d'acqua o cervo inerme (Hydropotes inermis) è un mammifero artiodattilo appartenente alla famiglia dei Cervidae. È l'unica specie del genere Hydropotes e della sottofamiglia Hydropotinae.

## Descrizione
Lunghezza 100 cm, altezza alla spalla 50 cm, coda 5 cm. La groppa è situata più in alto rispetto al garrese, a causa delle potenti zampe posteriori visibilmente più lunghe di quelle anteriori. L'andatura in corsa è a salti, simile a quella dei conigli. È l'unico rappresentante della famiglia dei Cervidae ad essere dotato di ghiandole odorifere inguinali. La corta coda è praticamente invisibile, tranne che nella stagione degli amori, in cui viene spesso mantenuta eretta dal maschio. Le orecchie sono molto corte e arrotondate. Entrambi i sessi sono privi di palchi, anche in età adulta.
La pelliccia è di colore biondo-bruno, con sparute macchie più scure, talvolta addirittura nere. Di un uniforme color avorio nella zona ventrale.

## Distribuzione e habitat
Lo si ritrova in Cina e in Corea.

## Sottospecie
Ne sono note due sottospecie:
- Hydropotes inermis inermis
- Hydropotes inermis argyropus